# 頦孔副獅子魚
頦孔副獅子魚，為輻鰭魚綱鮋形目杜父魚亞目獅子魚科的其中一種，分布於南澳大利亞東部海域，棲息深度1070-1090公尺，體長可達15.3公分，為深海底棲性魚類，屬肉食性，生活習性不明。

## 擴展閱讀
維基物種上的相關：頦孔副獅子魚